# Yxnetjärnen (Silbodals socken, Värmland)
Yxnetjärnen är en sjö i Årjängs kommun i Värmland och ingår i Göta älvs huvudavrinningsområde.